# محمد متولی
محمد متولی (به عربی: محمد متولي؛ زادهٔ ۲۴ اوت ۱۹۹۵) یک کشتی‌گیر فرنگی‌کار اهل مصر است. وی سابقه حضور در المپیک ۲۰۲۰ توکیو و المپیک ۲۰۲۴ پاریس را دارد.

## فعالیت حرفه‌ای

### المپیک ۲۰۲۰ توکیو
متولی در وزن ۸۷ کیلوگرم کشتی فرنگی المپیک ۲۰۲۰ توکیو حاضر بود که با شکست کریل ماسکوویچ از بلاروس و دنیل گریگوریچ از کوبا به مرحله نیمه نهایی رسید اما در این مرحله مقابل ویکتور لورینس از مجارستان شکست خورد و به دیدار رده بندی رفت. او در این مرحله نیز مقابل دنیس کودلا از آلمان بازی را واگذار کرد و پنجم شد.